# Jean Zen
Jean Zen (né le 20 décembre 1981 à Toulouse,) est un coureur cycliste français, actif des années 1990 à 2010.

## Biographie
Fils d'un ancien cycliste amateur, Jean Zen prend sa première licence à Colomiers. Il court ensuite à Saint-Alban, avant d'intégrer le Lavaur VC. En catégorie junior, il est vice-champion de France sur route en 1998 et septième du championnat du monde du contre-la-montre en 1999. 
Jean Zen quitte la Haute-Garonne en 2001 pour signer au Vendée U-Pays de la Loire, alors réserve de l'équipe professionnelle Bonjour. En 2003, il se distingue lors de sa dernière année espoir en remportant le Circuit des plages vendéennes, le Circuit du Mené ainsi qu'une étape du Ruban granitier breton et de la Ronde de l'Isard. Ces performances lui permettent de devenir stagiaire au sein de l'équipe première Brioches La Boulangère. Il n'est toutefois par recruté par Jean-René Bernaudeau. 
En 2004, il décide de rejoindre le VC Roubaix Lille Métropole en cours de saison. Sous les couleurs du club nordiste, il remporte notamment une étape du Ruban granitier breton et le Grand Prix de Beuvry-la-Forêt en 2006. Il passe finalement professionnel en 2007 dans cette même structure, qui crée son équipe continentale. Cinquième du Grand Prix de Pérenchies, il part courir les trois années suivantes au sein des formations belges Groupe Gobert.com puis Palmans-Cras. Durant cette période, il obtient pour meilleur résultat une cinquième place au Tour de Münster en 2009. 
En 2011, il évolue brièvement chez Worldofbike.gr, une petite équipe continentale à licence grecque. Il ne dispute aucune course sous ce maillot et redescend chez les amateurs dès le mois de mars pour le club belge Multisport. Il termine sa carrière en 2013 à l'US Montauban 82.

## Palmarès
- 1998
  - 2e du championnat de France sur route juniors
- 1999
  - Flèche Plédranaise
  - 7e du championnat du monde du contre-la-montre juniors
- 2003
  - Circuit des plages vendéennes :
    - Classement général
    - 1re étape

  - Circuit du Mené  :
    - Classement général
    - 1re étape

  - 1re étape du Ruban granitier breton
  - 4e étape de la Ronde de l'Isard
  - 3e du Chrono des Herbiers espoirs
- 2004
  - 2e du Grand Prix de Vougy
- 2005
  - 1re étape du Triptyque ardennais
  - Circuit du Pévèle
  - 2e du Grand Prix du 1er mai
  - 2e du Grand Prix de Lys-lez-Lannoy
- 2006
  - 7e étape du Ruban granitier breton
  - Grand Prix de Beuvry-la-Forêt
- 2008
  - 2e du Grand Prix Raf Jonckheere

## Classements mondiaux
| Année           | 2005 | 2006 | 2007 | 2008 | 2009 |
| --------------- | ---- | ---- | ---- | ---- | ---- |
| UCI Europe Tour | 525e | 362e | 890e | 903e | 510e |